# Aristón de Megalópolis
Aristón (griego antiguo: Ἀρίστων) de Megalópolis fue una figura política de cierta relevancia en Acaya en el siglo II a. C. Al estallar la tercera guerra macedónica en el 171 a. C. que enfrentó a los romanos con Perseo de Macedonia, Aristón aconsejó a los aqueos que se aliaran con los romanos y no permanecieran neutrales entre las dos partes beligerantes
Al año siguiente, fue uno de los embajadores aqueos (junto con Arconte de Egea y Arcesilao de Megalópolis) enviados para lograr la paz en la Sexta Guerra Siria entre Antíoco IV Epífanes y Ptolomeo VI Filométor.
También tenemos inscripciones que describen a un Aristón de Megalópolis que en 224 a. C. era demiurgo y uno de los diez diputados en una reunión en la que el historiador Filarco fue declarado próxeno y benefactor de los arcadios. Algunos eruditos suponen que se trata del abuelo del Aristón de Megalópolis descrito más arriba, pero no todos están de acuerdo.